# Reino Hallaperä
Reino Juhani Hallaperä, (ursprungligen Hallberg), född 13 augusti 1901, död 1 oktober 1991, var en finländsk sångare.
Åren 1945, 1947, 1948 och 1950 gjorde Hallaperä 26 skivinspelningar tillsammans med bland andra George de Godzinsky, Pentti Koskimies och Jouko Tolonen.